# Odřepsy
Odřepsy település Csehországban, a Nymburki járásban. Odřepsy Pátek, Vlkov pod Oškobrhem, Libice nad Cidlinou, Opolany, Okřínek, Choťánky, Kolaje és Dobšice településekkel határos. Lakosainak száma 315 fő (2024. január 1.).

## Népesség
A település lakosságának változását az alábbi diagram mutatja:
| Lakosok száma | 509  | 579  | 573  | 404  | 331  | 291  | 325  | 319  | 314  | 315  |
|               | 1869 | 1890 | 1921 | 1950 | 1980 | 2001 | 2017 | 2019 | 2022 | 2024 |